# Gătaia
Gătaia là một xã thuộc hạt Timiș, România. Dân số thời điểm năm 2002 là 8087 người.